# Henry Morris
Enrique Ramón Morris de Olea (Manila, Capitanía General de Filipinas, 16 de junio de 1876 - ?), conocido como Henry Morris o Morris II, fue un futbolista hispano-filipino de nacimiento y de ascendencia inglesa, de quien adoptó su nacionalidad británica. Jugaba como extremo derecho y fue uno de los pioneros en la práctica del fútbol en Barcelona y España, junto a su hermano Samuel Morris y su medio hermano Miguel Morris. 

## Trayectoria
Nacido en Manila, cuando las Filipinas eran una provincia española, fue el tercer hijo del matrimonio formado por dos emigrantes: el empresario e ingeniero inglés Samuel James Morris Campbell y la española María del Socorro de Olea y Marabea. En 1886 los Morris dejaron Filipinas y se establecieron en Barcelona, España, donde el padre había sido destinado para dirigir las compañías Barcelona Tramways Company Limited y Sociedad del Tranvía de Barcelona, Ensanche y Gracia.
En los terrenos colindantes al Hipódromo de Can Tunis James Morris enseñó a sus hijos Samuel, Enrique y Miguel a jugar al fútbol, un deporte que por entonces era casi desconocido en Barcelona. A principios de los años 1890 los Morris, padre e hijos, junto a otros miembros del British Club, participaron en los primeros partidos organizados en Barcelona de los que se tiene constancia, y jugaron en la Sociedad de Foot-ball de Barcelona, el primer club de fútbol creado en la ciudad.
En 1900 los Morris participaron en la fundación el Hispania Athletic Club, también en la ciudad condal. Henry Morris fue uno de los delanteros titulares del equipo encarnado que en 1901 conquistó la Copa Macaya, la primera competición futbolística oficial disputada en España y antecedente del Campeonato de Cataluña.
En 1902 los tres hermanos Morris reforzaron el FC Barcelona en su participación en la Copa de la Coronación, el primer campeonato de ámbito nacional disputado en España y precedente de la actual Copa del Rey. Henry Morris disputó los dos partidos del torneo. En semifinales, anotó de penalty uno de los goles de la victoria por 3-1 frente al Real Madrid, en el que fue el primer clásico de la historia del fútbol español. Jugó también la final, junto a sus dos hermanos, siendo derrotados por el Bizcaya.
Los hermanos Morris siguieron en el Hispania AC hasta 1903, cuando el club se disolvió por falta de jugadores, ingresando entonces en el FC Barcelona. Henry Morris dejó el club barcelonista tras conquistar el Campeonato de Cataluña de 1905. Posteriormente, la temporada 1909-10, participó en el Campeonato de Cataluña de Primera Categoría con el modesto Star FC, junto a su hermanastro Júnior.
Luchó en la Primera Guerra Mundial como piloto del Real Cuerpo Aéreo británico, siendo herido en combate, aunque sobrevivió y regresó a España.